# تکیه موثقی
تکیه موثقی مربوط به دورهٔ قاجار است و در بروجرد، خیابان مدرس جنب بیمارستان چمران  واقع شده و این اثر در تاریخ ۱۰ مهر ۱۳۸۰ با شمارهٔ ثبت ۴۲۰۶ به‌عنوان یکی از آثار ملی ایران به ثبت رسیده است.
این عمارت قدیمی که از معدود کوشک‌های باقی‌ماندهٔ شهر بروجرد بود که پیش‌تر در میانهٔ باغی به وسعت ۵٬۰۰۰ مترمربع قرار داشته و در سه طبقه احداث شده‌است.
طبقهٔ اول که سقف‌های آن با استفاده از طاق‌های آجری پوشیده شده، محل نگهداری احشام و علوفه بوده و دارای یک هشتی بسیار زیباست که از طریق یک پلکان مورب به طبقات بعدی مرتبط می‌شود.
طبقهٔ دوم این بنای تاریخی که شامل پنج اتاق مجزا و تو در توست دارای پوشش سقف چوبی است که به دلیل استفاده زمستانی ارتفاع آن از حد معمولی اندکی کوتاه‌تر است. فضای اصلی این بنا که تماماً از خشت ساخته شده و با تزئینات آجری بر روی بدنه مزین شده و در طبقهٔ سوم واقع است.
این فضا شامل یک هشتی گنبدی شکل سه اتاق بزرگ با سقف‌های مرتفع و یک مهتابی (بهارخواب) مشرف بر فضای باغ پیرامون از نور و چشم‌انداز مطلوبی برخوردار است. افزون بر فضاهای مذکور عمارت دارای یک اتاق منفرد و هشت ضلعی است که در بالای بام به طرز زیبایی احداث و بهره‌مندی از طبیعت پیرامون و فضای دلنواز باغ را به حد اعلا خود رسانده است.
این بنای تاریخی اکنون به عنوان مرکز آموزش و پژوهش صنایع دستی و هنرهای سنتی مورد استفاده قرار می‌گیرد.